# 압축률
열역학 및 유체역학에서 압축률(영어: Compressibility, 압축 계수(영어: coefficient of compressibility)라고도 함, 또는 온도가 일정하게 유지되는 경우 등온 압축률)은 압력 (또는 평균 변형력) 변화에 대한 반응으로 유체 또는 고체의 순간 상대 부피 변화를 측정한 것이다.
간단한 형태로 압축률 {\displaystyle \beta } 는 다음과 같이 표현할 수 있다.
{\displaystyle \beta =-{\frac {1}{V}}{\frac {\partial V}{\partial p}}}
여기서 V 는 부피이고 p 는 압력이다. 압축률을 분수의 음수로 정의해서 압력 증가로 인해 부피가 감소하는 (일반적인) 경우에 압축률을 양수로 만든다.

## 같이 보기
- 마하 수
- 프란틀-글로어트 특이점